# 湖南湘涛足球俱乐部2023赛季
2023赛季的湖南湘涛队是中国足球乙级联赛的成员。2023赛季湖南湘涛队主要参加中乙联赛和中国足协杯比赛。从2023赛季开始，中乙联赛恢复主客场赛制。

## 赛季介绍
由于中国政府解除了对新冠疫情的监管，2023赛季中国各级职业足球赛事全面恢复主客场赛制。2023年2月底，湖南湘涛在云南昆明重新集结，做好参加2023赛季中冠联赛和递补参加2023中乙联赛的两手准备。3月29日，中国足协和中足联筹备组公布了2023赛季中国足球职业联赛准入俱乐部名单。在53家提出准入申请的俱乐部中，依据经营状况和欠薪情况，有48家获得职业联赛准入资格，湖南湘涛未通过准入。4月19日，中冠联赛举行分组抽签仪式，湖南湘涛落入昆明赛区P组。4月22日，由于原中乙准入球队珠海琴澳宣布退出，中国足协于4月25日宣布，湖南湘涛以递补第一顺位身份重返中乙联赛，原属湖南湘涛的中冠资格被曲靖宜布递补。4月25日，湖南红辣椒球迷协会发布公告，宣布将与湖南湘涛足球俱乐部管理方（娄底市足球协会、湖南星锐足球俱乐部）进行对话。4月30日，重回中乙联赛的湖南湘涛第一轮客场0比2不敌云南玉昆，5月13日，湖南湘涛在新主场娄底市体育中心迎来首场比赛，1比2不敌重庆铜梁龙。5月20日，湖南湘涛在足协杯首轮客场4比0击败内蒙古草上飞，迎来赛季首胜。从包头回湘后，在前湖南湘涛球员、2923赛季湖南湘涛领队刘玉圣的斡旋下，湖南湘涛主教练滕仁军与湖南红辣椒球迷协会主要负责人在长沙进行对话。5月31日，湖南湘涛足协杯第二轮主场1比0击败中甲球队上海嘉定汇龙，晋级第三轮。6月10日，湖南湘涛主场1比0击败海南之星，迎来联赛首胜，与此同时，湖南红辣椒球迷协会也从这场比赛开始，在娄底市体育中心北看台恢复助威。从6月17日开始，湖南湘涛连续六场不胜，并在同云南玉昆、泉州亚新、重庆铜梁龙的比赛中输了大比分，引发湖南球迷对滕仁军为首教练组的强烈不满。6月22日，湖南湘涛足协杯第三轮主场0比1不敌中超球队河南队。7月22日，湖南湘涛主场3比2击败绍兴上虞翼龙，终结了连败纪录，8月5日又以3比0击败江西黑马青年，以中乙南区第6的名次进入保级组。8月下旬保级组的比赛开始后，湖南湘涛战胜了淄博齐盛（主客场双杀）、泰安天贶、南通海门珂缔缘，10月9日客场0比1击败淄博齐盛后，湖南湘涛提前两轮成功保级，最终取得中乙第13名。